# Heteluchtsterilisator

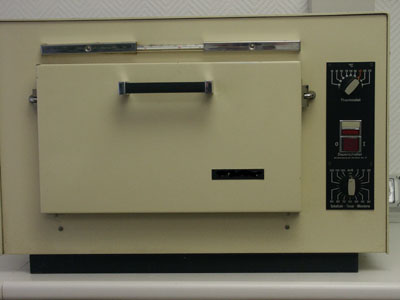
Heteluchtsterilisator

Een heteluchtsterilisator, is een sterilisator die door middel van warme droge lucht gereinigde voorwerpen vrij van levende micro-organismen maakt. Het is in feite een soort oven. De tijd van sterilisatie hangt af van de temperatuur waarbij gesteriliseerd wordt, namelijk:
- 90 minuten bij 160 °C
- 60 minuten bij 190 °C

Dit soort sterilisatoren heeft als nadeel een lange sterilisatietijd, en er kunnen enkel metalen instrumenten en glas gesteriliseerd worden. Heteluchtsterilisatoren worden nog nauwelijks gebruikt, omdat het proces niet te controleren is op effectiviteit waardoor er een risico is dat micro-organismen het sterilisatieproces kunnen overleven. Soms wordt een heteluchtsterilisator nog ingezet voor glaswerk en oogheelkundig instrumentarium, omdat het residuloos is.
De heteluchtsterilisator is vervangen door de autoclaaf, die heeft een veel kortere procestijd en is goed controleerbaar (valideerbaar). Een autoclaaf steriliseert door middel van zogenaamde 'verzadigde stoom' in overdruk. In de autoclaaf van een laboratorium of kliniek kan al het hittebestendige instrumentarium, waaronder ook textiel en bepaalde plastics, worden gesteriliseerd.